# Military Communications and Electronics Museum
Das Military Communications and Electronics Museum (deutsch „Museum für militärisches Fernmeldewesen und Elektronik“, französisch Musée de l'électronique et des communications militaires) ist eines der größten Museen der kanadischen Stadt Kingston.
Als Militärmuseum gehört es zur dortigen Canadian Forces Base („Stützpunkt der kanadischen Streitkräfte“) und präsentiert Geschichte, Ausrüstung und Technik insbesondere der kanadischen Fernmeldetruppen ab 1903 bis in die Moderne.
Das Museum ist in der Regel montags bis freitags von 11 bis 17 Uhr bei freiem Eintritt geöffnet.